# 미나미나카가와역
미나미나카가와역(일본어: 南中川駅)은 일본 야마구치현 산요오노다시에 위치한 서일본 여객철도 오노다 선의 철도역이다. 단선 승강장 1면 1선의 구조를 갖춘 지상역이다.

## 이용 현황
| 승차 인원 추이 | 승차 인원 추이 |
| 연도           | 1일 평균       |
| -------------- | -------------- |
| 1999           | 152            |
| 2000           | 127            |
| 2001           | 121            |
| 2002           | 97             |
| 2003           | 96             |
| 2004           | 95             |
| 2005           | 91             |
| 2006           | 81             |
| 2007           | 80             |
| 2008           | 81             |
| 2009           | 88             |
| 2010           | 81             |
| 2011           | 86             |
| 2012           | 84             |
| 2013           | 91             |
| 2014           | 85             |

## 역 주변
- 국도 제190호선

## 역사
- 1915년 11월 25일 : 오노다 게이벤 철도가 오노다 - 시멘트마치 역 사이까지 개업했던 때에, 나카가와마치 정류장으로서 개업.
- 1921년 8월 15일 : 미나미나카가와 정류장으로 개칭.
- 1923년 6월 25일 : 오노다 게이벤 철도가 오노다 철도로 사명 변경.
- 1943년 4월 1일 : 오노다 철도가 국유화. 이에 따라 오노다 선의 역이 됨.
- 1947년 10월 1일 : 거기까지의 오노다 선이 우베사이 선으로 편입되어, 이 역도 그 소속으로 함.
- 1948년 2월 1일 : 우베사이 선이 현행 오노다 선으로 개칭되어, 이 역도 그 소속으로 함.
- 1987년 4월 1일 : 일본국유철도 분할 민영화에 의해, 서일본 여객철도가 승계.

## 인접 역
| 서일본 여객철도 오노다 선           | 서일본 여객철도 오노다 선 | 서일본 여객철도 오노다 선 |
| ----------------------------------- | ------------------------- | ------------------------- |
| 미나미오노다 이노 · 우베신카와 방면 | ■ 오노다 선               | 메데 오노다 방면          |